# MGM Camera 65
Camera 65 war ein 1957 durch Metro-Goldwyn-Mayer eingeführtes anamorphotisches Aufnahmeverfahren für 70-mm-Breitwandfilme.

## Hintergrund
Die Entwicklung von Camera 65 hing stark mit der Auswahl eines geeigneten Aufnahmeverfahrens für die sich in Vorbereitung befindende MGM-Großproduktion Ben Hur zusammen. Die damals neu eingeführten Formate wiesen noch einige Schwächen auf. Mit dem Cinemascope-Verfahren der 20th Century Fox auf 35-mm-Film waren keine Nahaufnahmen in guter Qualität möglich, und aus dem Filmnegativ des von Michael Todd herausgebrachten 70-mm-Todd-AO konnten keine 35-mm-Filmkopien gezogen werden. MGM entschloss sich deshalb, mit Panavision ein eigenes hochauflösendes Format zu entwickeln, welches diese Nachteile beseitigen sollte. 
Alte Mitchell-Kameras aus den 1930er Jahren wurden auf 65-mm-Film umgebaut und mit einem neu entwickelten Anamorphoten von Panavision versehen, die das Bild in einem 1,25 Faktor zusammendrückte und mit einer Bildfrequenz von 24 Bilder pro Sekunde aufnahm. Aus dem Filmnegativ konnte nun eine 70-mm-Vorführkopie mit sechs Magnettonstreifen oder eine 35-mm-Normalfilmkopie erstellt werden. In beiden Varianten musste der Film für die Vorführung entzerrt werden. Durch die geringe Bildstauchung konnten Verzeichnungen bei Nahaufnahmen verringert werden. Das 2,76:1-Seitenverhältnis war mit einer 70-mm Aufführung möglich, war wegen beschränkter Leinwandbreiten aber nicht immer möglich. Beim Umkopieren auf den 35-mm-Film gingen an beiden Rändern Bildinformationen verloren. Der Regisseur und der Kameramann mussten diese Bildverluste in beiden Aufführversionen während der Dreharbeiten berücksichtigen. Panavision wollte dem Format den Namen Ultra Panavision geben, MGM setzte sich aber mit Camera 65 durch.
Der erste Film in diesem Format war Das Land des Regenbaums, der aber nur auf 35-mm-Film aufgeführt wurde. Erst Ben Hur wurde als 70-mm-Film vertrieben. Während der Produktion von Meuterei auf der Bounty übernahm Panavision das Verfahren, da MGM aufgrund der Kosten in eine finanzielle Schieflage geriet. Dieser Film markierte den Übergang von Camera 65 auf Ultra Panavision und zugleich die zukünftige Nutzung durch andere Filmgesellschaften.

## Filme in Camera 65
- 1957: Das Land des Regenbaums (Raintree County)
- 1959: Ben Hur (Ben-Hur)